# Michelle Carter
Michelle Denee Carter (Grand Prairie, 12 oktober 1985) is een Amerikaanse atlete, die is gespecialiseerd in het kogelstoten. Ze werd olympisch kampioene, wereldindoorkampioene en meervoudig Amerikaans kampioene in deze discipline. In totaal nam ze driemaal deel aan de Olympische Spelen en veroverde zij bij de laatste gelegenheid de olympische titel.

## Biografie

### Jeugd
Carter groeide op in Texas. Ze volooide de Red Oak High School (2003) en de Universiteit van Texas (2007). Sinds 1997 doet ze aan kogelstoten. In 2001 werd ze tweede bij het kogelstoten op de wereldkampioenschappen U18. Haar eerste succes behaalde ze in 2003 door zowel Amerikaans als Pan-Amerikaans jeugdkampioene te worden. De Amerikaanse jeugdtitel prolongeerde ze in 2004. In datzelfde jaar won ze bij de wereldkampioenschappen U20 een gouden medaille door 17,55 m te stoten.

### Eerste seniorenjaren: voornamelijk nationale titels
Bij de senioren was het winnen van de Amerikaanse titel in 2008 Carters eerste titel. Deze titel prolongeerde ze in de jaren die volgden in totaal zes keer. In het olympische jaar won ze de United States Olympic Team Trials. Op de Olympische Spelen van Peking stelde ze teleur en moest genoegen nemen met een vijftiende plaats met een beste poging van 17,75. Vier jaar later in Londen ging het haar beter af en werd ze vijfde door 19,42 te stoten. 

### Wereldindoor- en olympisch kampioene in 2016
De beste prestaties van haar sportieve carrière leverde Michelle Carter in 2016. Ze begon het jaar door in eigen land, Portland, wereldindoorkampioene kogelstoten te worden. Vervolgens won zij ook op de Olympische Spelen van Rio de Janeiro het goud. Met een beste stoot van 20,63 in haar laatste poging overtroefde zij de tot dan aan de leiding gaande tweevoudige olympisch kampioene Valerie Adams. De Nieuw-Zeelandse werd verdrongen naar de tweede plaats (zilver; 20,42), terwijl de Hongaarse Anita Márton met 19,87 het brons voor zich opeiste. Carters prestatie betekende tevens een verbetering van het Amerikaanse record.

### WK-brons in 2017
Haar overwinning op de Spelen in Rio had Carter veel zelfvertrouwen gegeven. Zij ging het jaar 2017 dan ook voortvarend van start met het binnenhalen van haar vijfde titel bij de Amerikaanse indoorkampioenschappen. Eenmaal in Londen voor de wereldkampioenschappen had zij dus alle vertrouwen in een goed resultaat, zeker nadat zij zich met één poging rechtstreeks als tweede wist te kwalificeren voor de finale. Hierin moest zij echter, onder regenachtige omstandigheden, ditmaal haar meerdere erkennen in de Chinese Gong Lijiao, die met een beste stoot van 19,94 met de overwinning aan de haal ging. Dat ook de in Rio als derde geëindigde Hongaarse Anita Márton in Londen met 19,49 nog voor haar eindigde, was een extra tegenvaller voor Carter, die met haar 19,14 zelfs niet in de buurt kwam van haar olympische prestatie en nog blij mocht zijn dat ze hiermee toch nog het brons veroverde.
Haar vader Mike Carter is haar coach en was eveneens een sterk kogelstoter.

## Trivia
Carter is ook een professioneel gecertificeerd make-upmodel en werd uitgelicht in diverse tijdschriften, zoals: Essence Magazine, Dallas Morning News, ESPN, Network, ESPN The Magazine, NBC, The Sacramento Bee en Track and Field News.

## Titels
- Olympisch kampioene kogelstoten - 2016
- Wereldindoorkampioene kogelstoten - 2016
- Amerikaans kampioene kogelstoten - 2008, 2009, 2011, 2013, 2014, 2015, 2016
- Amerikaans indoorkampioene kogelstoten - 2013, 2014, 2015, 2016, 2917
- NCAA-indoorkampioene kogelstoten - 2006, 2005
- Pan-Amerikaans jeugdkampioene kogelstoten - 2003

## Persoonlijke records
Outdoor
| Onderdeel    | Prestatie    | Datum            | Plaats         |
| ------------ | ------------ | ---------------- | -------------- |
| kogelstoten  | 20,63 m (NR) | 12 augustus 2016 | Rio de Janeiro |
| discuswerpen | 54,06 m      | 6 juni 2007      | Sacramento     |

Indoor
| Onderdeel   | Prestatie    | Datum         | Plaats   |
| ----------- | ------------ | ------------- | -------- |
| kogelstoten | 20,21 m (AR) | 19 maart 2016 | Portland |

## Palmares

### kogelstoten
- 2001:  WK junioren U18 - 15,23 m
- 2003:  Pan-Amerikaanse jeugdkamp. - 16,23
- 2004:  WK junioren - 17,55 m
- 2005:  NCAA indoorkamp. - 17,86 m
- 2005:  NCAA kamp. - 17,06 m
- 2005:  Amerikaanse kamp. - 18,26 m
- 2006:  NCAA indoorkamp. - 18,56 m
- 2008:  Amerikaanse kamp. - 18,85 m
- 2008: 15e OS - 17,75 m
- 2009:  Amerikaanse kamp. - 18,03 m
- 2009: 6e WK - 18,96 m
- 2010:  Amerikaanse kamp. - 18,46 m
- 2011:  Amerikaanse kamp. - 19,86 m
- 2011:  Pan-Amerikaanse Spelen - 18,09 m
- 2011: 9e WK - 18,76 m
- 2012:  Amerikaans indoorkamp. - 19,27 m
- 2012:  WK indoor - 19,58 m
- 2012:  Amerikaanse kamp. - 18,57 m
- 2012:  Jamaica International Invitational - 19,22 m
- 2012: 5e OS - 19,42 m
- 2013: 4e WK - 19,94 m
- 2013:  Amerikaans indoorkamp. - 19,41 m
- 2013:  Amerikaanse kamp. - 20,24 m
- 2014:  Amerikaans indoorkamp. - 18,45 m
- 2014: 5e WK indoor - 19,10 m
- 2014:  Amerikaanse kamp. - 19,45 m
- 2015:  Amerikaans indoorkamp. - 19,45 m
- 2015:  Amerikaanse kamp. - 20,02 m
- 2015:  WK - 19,76 m
- 2015:  London Grand Prix - 19,74 m
- 2016:  Amerikaans indoorkamp. - 19,49 m
- 2016:  WK indoor - 20,21 m
- 2016:  OS - 20,63 m
- 2017:  WK - 19,14 m

1948: Micheline Ostermeyer ·
1952: Galina Zybina ·
1956: Tamara Tysjkevitsj ·
1960: Tamara Press ·
1964: Tamara Press ·
1968: Margitta Gummel ·
1972: Nadezjda Tsjizjova ·
1976: Ivanka Hristova ·
1980: Ilona Slupianek ·
1984: Claudia Losch ·
1988: Natalja Lisovskaja ·
1992: Svetlana Kriveljova ·
1996: Astrid Kumbernuss ·
2000: Janina Koroltsjik ·
2004: Yumileidi Cumbá ·
2008: Valerie Vili ·
2012: Valerie Adams ·
2016: Michelle Carter ·
2020: Gong Lijiao ·
2024: Yemisi Ogunleye